# دنيا فياض
دنيا فياض (طعّان)، أديبة وشاعرة لبنانية، لها عدد من الكتب في قضايا الشعر والأدب العربي.

## سيرتها
ولدت الدكتورة دنيا فياض في العام 1952 ميلادي، في بلدة أنصار الجنوبية، إحدى قرى جبل عامل (جنوب لبنان).

هي ابنة الشاعر الراحل سعيد فياض. تلقت علومها الجامعية في الجامعة اليسوعية في بيروت. تابعت دراساتها العليا في فرنسا فتالت الماجستير من جامعة ليون، ثم نالت شهادة الدكتوراه في العلوم الإثنية والاجتماعية من جامعة نيس في فرنسا. متزوجة من المغترب اللبناني أحمد طعان وقد أنجبت منه ثلاثة أولاد.

هي عضو في لجنة التحكيم لجائزة "'جائزة سعيد فياض للابداع الشعري'"، ولها عدد من المؤلفات الشعرية كما لها أبحاث وكتب في شؤون المرأة والشعر النسائي القديم. عملت في وزارة الشؤون النسائية في ساحل العاج ودرَّست في جامعة أبيدجان، وانتخبت كعنصر نسائي وحيد في فرع الجامعة اللبنانية الثقافية في العالم - فرع أبيدجان. وهي عضو اللجنة الإعلامية في المجلس النسائي اللبناني.

## مؤلفاتها
لها جماة من الكتابات في الشعر والأدب المقارن، وهي:
1. مجامر الحنين (شعر)
2. مياسم النوى (شعر)
3. اللبنانيون في ساحل العاج
4. دراسة مقارنة لمكانة المرأة العربية قبل الإسلام وبعده
5. دراسة مقارنة لشعر الخنساء وليلى الأخيلية.